# Омега (программа разработки лазерного оружия)
«Омега» — советская программа разработки лазерного оружия высокой мощности для целей ПВО. Научным руководителем программы «Омега», начатой в 1965 году был А. М. Прохоров. Практическая работа проводилась ОКБ «Стрела», (впоследствии — «Алмаз»).
Ещё в 1965 г. по поручению генерального конструктора КБ-1 академика А. Расплетина Б. Бункин, заместитель Расплетина, и его брат Ф. Бункин, сотрудник А. М. Прохорова, сделали оценки, в которых показали, что поражение низколетящих целей возможно излучением лазера на стекле с неодимом при объёме активной среды примерно 1 м3. Эти оценки дали основания А. Расплетину и А. Прохорову поставить вопрос перед ЦК КПСС и Советом Министров СССР о начале соответствующих работ в широкой кооперации исполнителей. Предложение о создании лазерной системы для ПВО получило поддержку в оборонном отделе ЦК КПСС и в Военно-промышленной комиссии (ВПК) Совета Министров СССР.
23 февраля 1967 г. вышло Постановление ЦК КПСС и Совета Министров СССР, а 26 июня того же года — Решение ВПК. Эти документы определили направления работ, состав исполнителей и сроки создания лазерного комплекса, получившего кодовое название «Омега».
Лазерная энергия, требуемая для поражения воздушной цели, была определена такой же, как и суммарная кинетическая энергия осколков типовой боевой части ракеты «земля — воздух». Была поставлена задача создания лазера для системы с общей энергией «выстрела» 10 MДж.

## Комплекс «Омега»
В рамках программы «Омега» в 1972 году на объект 2506 начали поставлять элементы комплекса «Омега-2». Так был поставлен лазерный локатор (на базе рубиновых лазеров) совместно с имитатором мощного излучения на базе лазеров на стекле с неодимом. Главным конструктором был Сухарев Е. М. (ЦКБ «Алмаз»). Впервые была осуществлена лазерная локация аэродинамической цели, построение её изображения, оценена возможность выбора уязвимого места на цели, оценена точность наведения имитатора мощного излучения, исследовано влияние атмосферы на распространение лазерного излучения. Проведенные исследования показали невозможность решить в полной мере стоящие задачи и поэтому работы были прекращены.
Начался этап создания нового экспериментального комплекса 73Т6 «Омега-2М», в котором генератором мощного лазерного излучения являлся быстропроточный углекислотный лазер открытого типа с электронной накачкой (БГРЛ). Локатор строился на базе телевизионной системы ТОВ «Карат-2». Главным конструктором комплекса являлся Захарьев Л. Н., его заместителем и ответственным руководителем всех работ — Коняев Ю. А.
22 сентября 1982 г., в процессе проведения испытаний, впервые в СССР была поражена лазерным излучением радиоуправляемая мишень РУМ-2Б. Дальнейшие испытания подтвердили устойчивость полученного результата. Это было неоднократно продемонстрировано представителям руководящего состава ПВО страны и Министерства радиопромышленности СССР.
По результатам испытаний было принято решение о создании мобильного варианта лазерного комплекса 74Т6, который был создан, поставлен на объект и испытан. Комплекс подтвердил свою возможность поражать цели типа РУМ-2Б. Однако все созданные установки не смогли по техническим характеристикам превзойти существующие ЗРК.